# Sociedad Filosófica Estadounidense
La Sociedad Filosófica Estadounidense (American Philosophical Society) es un grupo de discusión o club fundado bajo el nombre de Junto en 1743 por Benjamin Franklin en Filadelfia.

## Actividad
Las actividades del grupo eran variadas: debates científicos, publicaciones, creación de una biblioteca, etc. Simboliza la efervescencia intelectual de las Trece Colonias típica de la Ilustración. 
Los primeros presidentes fueron Benjamin Franklin y David Rittenhouse. Thomas Jefferson fue miembro en 1780, vicepresidente en 1791 y elegido tercer presidente en 1797. Presidió la American Philosophical Society durante diecisiete años, incluidos los años de la expedición de Lewis y Clark. Los cuadernos de ruta, cartas y croquis de los exploradores aún se encuentran allí hoy en día.

## Publicaciones
La Sociedad Filosófica Estadounidense ha publicado los Transactions of the American Philosophical Society desde 1771. Actualmente, cinco periódicos aparecen cada año. Los Proceedings of the American Philosophical Society han aparecido desde 1838: se publican los documentos presentados en las reuniones bianuales de la Sociedad.

## Miembros prominentes
Algunos miembros de la Society of the Cincinnati formaron parte de la Sociedad Filosófica Estadounidense, existiendo aún hoy una estrecha colaboración entre ambas organizaciones.
Algunos miembros notables fueron:
- George Washington
- John Adams
- Thomas Jefferson
- Alexander Hamilton
- Thomas Paine
- David Rittenhouse
- Owen Biddle
- Jacques Barbeu du Bourg
- Benjamin Rush
- James Madison
- Michael Hillegas
- John Marshall
- Benjamin Franklin
- Francis Hopkinson
- Alexander von Humboldt
- Marqués de La Fayette
- Baron von Steuben
- Tadeusz Kościuszko
- Yekaterina Dáshkova
- Charles Darwin
- Robert Frost
- Louis Pasteur
- Elizabeth Cabot Agassiz
- John James Audubon
- Linus Pauling
- Margaret Mead
- Maria Mitchell
- Thomas Edison
- Gregory Vlastos
- Morris Swadesh
- John Rawls